# Портик Октавии

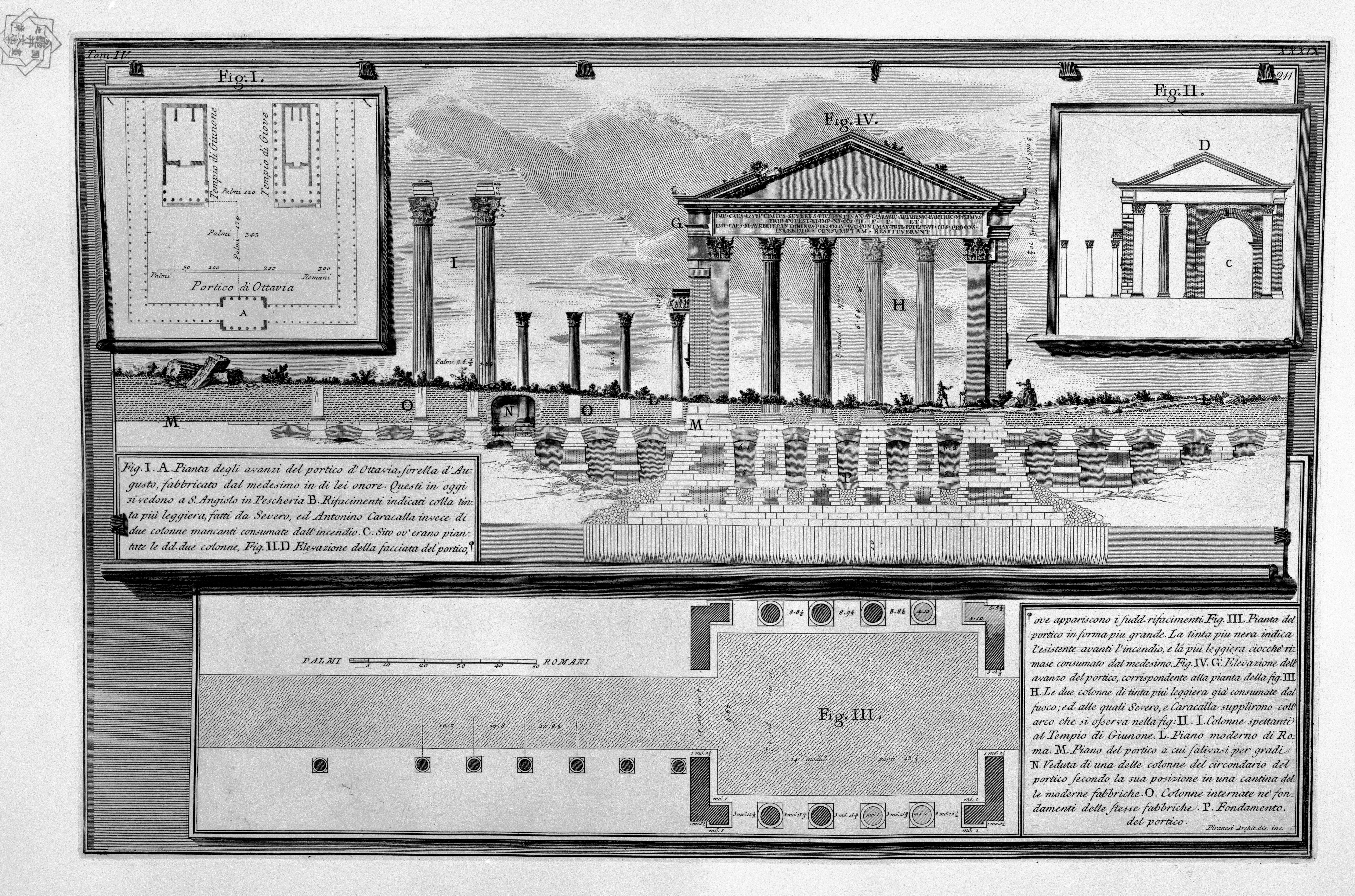
План портика (Пиранези, 1756).

Портик Октавии (лат. Porticus Octaviae) — руины античного квадрипортика в Риме. Расположены в центре города вблизи Театра Марцелла.

## История
Портик Октавии являлся результатом осуществлённой Августом в 33—23 годах до н. э. перестройки более раннего сооружения — портика Метеллы, который был построен цензором Цецилием Метеллом Македонским около 131 года до н. э.. После перестройки портик был посвящён сестре императора Октавии.
Портик пострадал при пожаре 80 года н. э. и был восстановлен при Домициане. Затем ещё раз пострадал от огня при Коммоде в 191 г. Руины, видимые сегодня, относятся к реконструкции 203 г., осуществлённой Септимием Севером. 
В X веке портик и театр Марцелла были перестроены в лавки и мастерские, в портике находился также рыбный рынок.

## Описание
Сооружение эпохи Августа представляло собой прямоугольную площадь 119 метров в ширину и около 132 метров в длину, на низком подиуме, окружённую двойной гранитной колоннадой, и было украшено мрамором, многочисленными статуями, в том числе 34 бронзовыми статуями всадников работы Лизиппа, изображающими Александра Македонского и его полководцев. 
Внутри портика находились храм Юноны Регины, построенный Марком Эмилием Лепидом в 179 г. до н. э., и храм Юпитера Статора, построенный Метеллом одновременно с первоначальным портиком, а также библиотека и курия Октавии, добавленные при перестройке эпохи Августа. 
Наиболее сохранившаяся часть портика — южные пропилеи, видимые с via dell Portico d’Ottavia. От них сохранился фронтон, антаблемент с надписью эпохи Септимия Севера и две из четырёх оригинальных колонн.